# Crocomela abadesa
Crocomela abadesa là một loài bướm đêm thuộc phân họ Arctiinae, họ Erebidae.